# Grand Prix Legends
Grand Prix Legends — компьютерный автосимулятор, разработанный студией Papyrus Design Group и изданный компанией Sierra Entertainment в 1998 году. Симулятор воспроизводит сезон 1967 года автогонок класса Формула-1.
В России компанией 1С в 2004 году была выпущена локализация игры, известная под названием «Легенды Формулы-1».

## Машины

Honda RA300

В Grand Prix Legends представлены 7 различных болидов сезона-1967: Lotus 49, Ferrari 312, Eagle-Weslake T1G, Brabham BT24, BRM P115, а также вымышленные болиды Coventry и Murasama. Появление вымышленных машин связано с тем, что авторам игры не удалось получить разрешение на использование названий Cooper и Honda. Тем не менее, в Интернете почти сразу после выхода игры появились неофициальные патчи, заменяющие машины Coventry и Murasama на реальные Cooper T81B и Honda RA300. Каждый болид имеет свои собственные черты поведения, свою динамику разгона, максимальную скорость и т. д.
Для всех машин сообществом фанатов в течение нескольких лет были разработаны существенные графические обновления, сделавшие внешний вид болидов значительно более реалистичным и детализированным.

## Пилоты
В одиночной игре игроку противостоят топ-пилоты сезона 1967 года: Джим Кларк, Грэм Хилл, Джек Брэбем, Денни Халм, Дэн Герни, Джон Сёртис, Лоренцо Бандини и другие. Авторам не удалось получить разрешение на использование имён Джеки Стюарта и некоторых других гонщиков, однако, как и в случае с болидами, существуют неофициальные патчи для исправления списка пилотов.

## Трассы

Lotus 49 на старом Нюрбургринге, поворот Flugplatz

В Grand Prix Legends представлены 11 трасс, соответствующих сезону-1967: сверхскоростные трассы в Монце и старой Спа-Франкоршам, уличная трасса в Монако, оригинальная 23-километровая «Северная Петля» Нюрбургринга, а также трассы Кьялами, Зандвоорт, Сильверстоун, Моспорт-Парк (Канада), Уоткинс-Глен , Мехико и Руан.
В исторически верном чемпионате 1967 года гран-при Франции проходило на Автодроме Бугатти. По общему мнению устроителей гонок в 1967 году, выбор был неудачен. Эта трасса больше никогда не принимала у себя Гран-при, а в симуляторе GPL была заменена на более динамичную трассу Руан.
В игре существует возможность добавлять новые трассы. И поэтому кроме стандартных 11 трасс, существует ещё свыше 500 дополнительных, созданных поклонниками игры. Среди них — практически все когда-либо существовавшие значимые автодромы мира, в том числе малоизвестные трассы из эпохи 1930—1960-х годов.

## Геймплей

Вид из кокпита Brabham BT24 на Нюрбургринге

В режиме «одного игрока» симулятор предлагает три варианта развития событий:
- Тренировка на выбранной трассе.
- Уик-энд на выбранной трассе, с уточнением количества кругов, времени на практику[1] и количества компьютерных соперников.
- Полноценный чемпионат по всем трассам, с уточнением количества кругов, времени на практику[1] и количества компьютерных соперников.

Каждый пилот, управляемый компьютером, показывает более-менее стабильное время на круге в силу заложенных в него способностей и характеристик своего болида. Игрок же может приспособиться к темпу того или иного пилота, управляемого ИИ (откровенно слабого, середняка или быстрого лидера), отставать, отрываться или же идти в темпе своих компьютерных оппонентов.
Гонку возможно целиком записать во внутреннем формате симулятора и потом пересматривать с помощью встроенного проигрывателя с разных ракурсов и относительно любого из участников гонки.
В режиме многопользовательской сетевой игры с живыми игроками, предлагаются те же варианты развития событий, что и в игре для одного игрока с той разницей, что в гонке могут участвовать до 19 сторонних пилотов, которые имеют возможность подключиться к игре как по сети Интернет (с использованием IP-адреса игрока-хостера), так и по локальной сети.
В многопользовательском режиме могут принимать участие как «живые» пилоты, так и машины, управляемые искусственным интеллектом.
Максимальное количество машин на старте — 20.
Элементы управления включают в себя работу рулём вправо и влево, газом и тормозом (возможно одновременное использования оси газа и оси тормоза), переключение передач вверх и вниз с использованием сцепления или без него, игрок может посмотреть направо или налево с ограниченным углом поворота головы, поднять руку, запросить у команды таблицу с результатами.
Игроку доступны только те приборы, которые реально есть на приборной доске болида, и та сигнализация, которая реально доступна автогонщику (флаги и доска результатов). Даже время круга показывалось с опозданием в круг — за этот круг механик подготавливал доску результатов. Единственное попущение — доска показывалась увеличенно.

## Оценки
| Сводный рейтинг | Сводный рейтинг |
| Агрегатор       | Оценка          |
| --------------- | --------------- |
| GameRankings    | 83,53 %         |

## Системные требования
На момент выхода симулятора, требования к компьютеру были чуть ли не самыми высокими для того времени. Допускалась программная отрисовка трёхмерных моделей, но для качественного процесса рекомендовалось использовать 3D-ускорители. GPL поддерживала два из них: 3dfx и Rendition Verité. На коробке с игрой было указано, что минимально допустимый процессор — Pentium 90, рекомендован же был Pentium 166, однако для того, чтобы достичь максимальной частоты кадров в 36 FPS требовался ещё более мощный процессор.
Позднее были выпущены патчи, позволяющие запустить игру с использованием Direct3D и OpenGL.

## Коммерческий успех
В 1998 году мировой прессой[какой?], игра была признана лучшим в мире автомобильным симулятором. Несмотря на это, продажи были довольно низки. Особенно в США, где симуляторы Формулы-1 не пользуются успехом, по сравнению с остальным миром. Да и требования к компьютеру слишком опережали своё время и для того, чтобы игра работала нормально, нередко требовался очень серьёзный апгрейд.
Отсутствие в GPL поддержки трехмерных акселераторов, кроме произведенных 3dfx и Rendition также повлияло на снижение продаж. А когда эти акселераторы окончательно устарели, игра не продавалась по причине того, что она не поддерживала графику основанную на Direct3D.
Всего до 2004 года было продано 200 000 экземпляров игры. Большинство из них удалось реализовать гораздо позже релиза в связи с тем, что появились компьютеры, способные удовлетворить потребности игры в ресурсах и игра на короткое время вновь стала востребована. Кроме того, Papyrus выпустил патчи, позволявшие симулятору нормально работать под управлением более современных графических ускорителей. Ещё немного спасло ситуацию внедрение в игру отдачи для компьютерных рулей.